# El Burgo de Osma-Ciudad de Osma

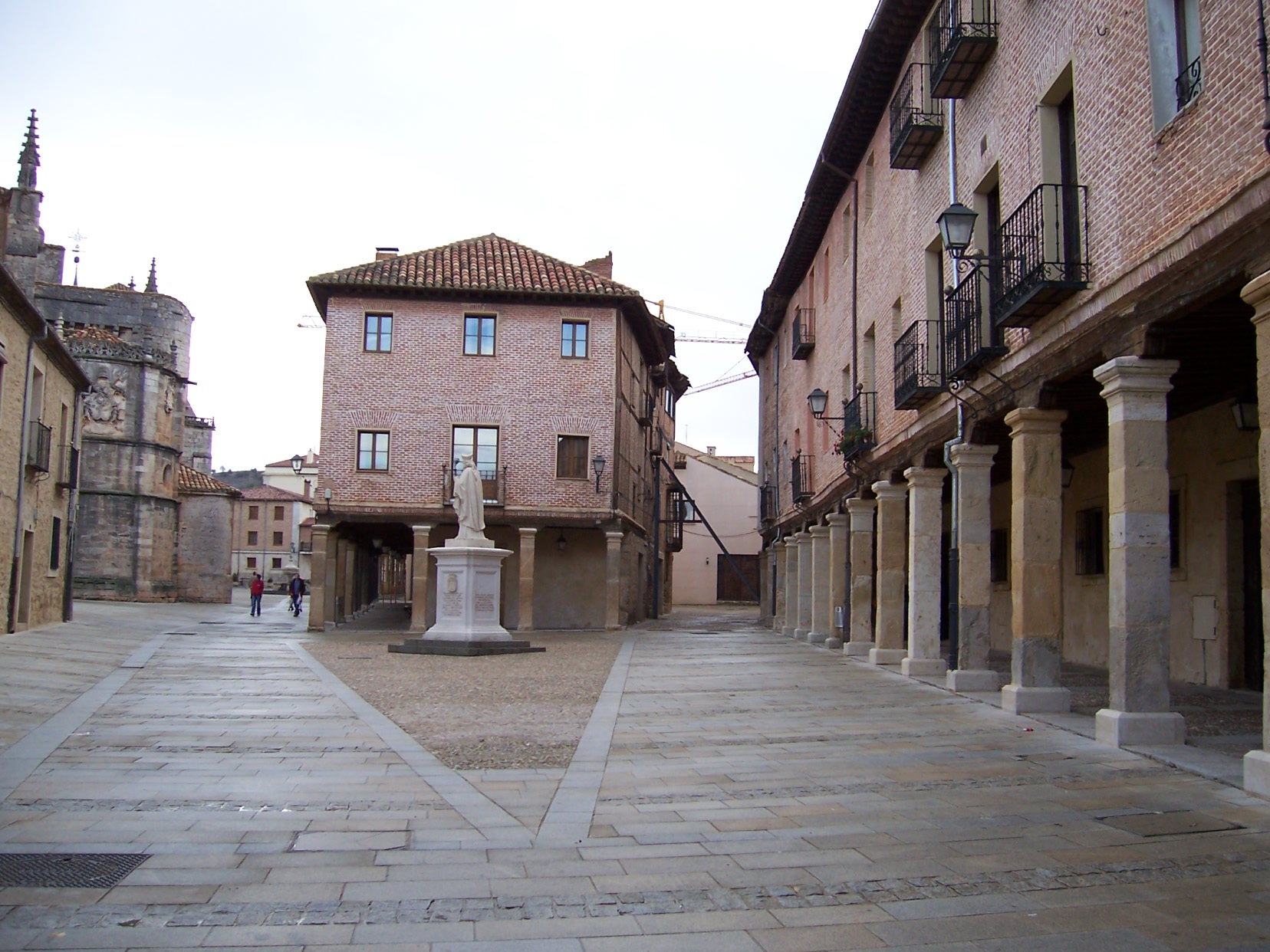
Straßen und Häuser in der Nähe der Kathedrale

El Burgo de Osma-Ciudad de Osma (häufig nur El Burgo de Osma genannt) ist eine spanische Gemeinde im Südwesten der Provinz Soria der Autonomen Region Kastilien-León. Sie zählt 5.204 Einwohner (Stand: 2024) und ist damit die drittgrößte Gemeinde der Provinz nach Soria und Almazán. Die Stadt ist Sitz des römisch-katholischen Bistums Osma-Soria, das seinerseits wiederum zum Erzbistum Burgos gehört.
Seit 1962 ist El Burgo de Osma als Ort besonderen touristischen Interesses (Villa de Interés Turístico) anerkannt und seit 1993 ist der mittelalterliche Ortskern als Kulturgut (Bien de Interés Cultural) in der Kategorie Conjunto histórico-artístico klassifiziert.

## Lage
Der etwa 900 Meter über dem Meeresspiegel liegende Ort umfasst zwei Teile – das mittelalterliche El Burgo de Osma liegt nordöstlich der Einmündung des Río Abión in den Río Lobos, eines Nebenflusses des Duero. Am Westufer des Río Lobos befindet sich die kleinere Neustadt Ciudad de Osma.
Die Provinzhauptstadt Soria ist etwa 60 Kilometer (Fahrtstrecke) in nordöstlicher Richtung entfernt. Sehenswert sind auch die unter Denkmalschutz stehenden Orte San Esteban de Gormaz (ca. 12 Kilometer westlich) und Berlanga de Duero (ca. 25 Kilometer südöstlich) sowie das etwa 19 Kilometer nördlich gelegene Dorf Ucero.

## Bevölkerungsentwicklung
| Jahr      | 1960  | 1970  | 1981  | 1991  | 2001  | 2010  |
| Einwohner | 3.041 | 5.908 | 4.996 | 5.054 | 5.027 | 5.287 |

Von 1850 bis 1950 hatte El Burgo de Osma beständig zwischen 3.000 und 4.000 Einwohner. Der Bevölkerungsanstieg zwischen 1960 und 1970 ist auf die Eingemeindung von 13 Dörfern und kleineren Landgemeinden (aldeas) zurückzuführen.

## Wirtschaft
Im Mittelalter war Burgo de Osma das religiös-kulturelle und handwerklich-wirtschaftliche Zentrum der Gemeinden im Umland – eine Position, die es bis auf den heutigen Tag beibehalten hat. In den 1990er Jahren ist im Süden der Stadt ein Gewerbegebiet (Polígono Industrial ‚LAGÜERA‘) geschaffen worden.

## Geschichte

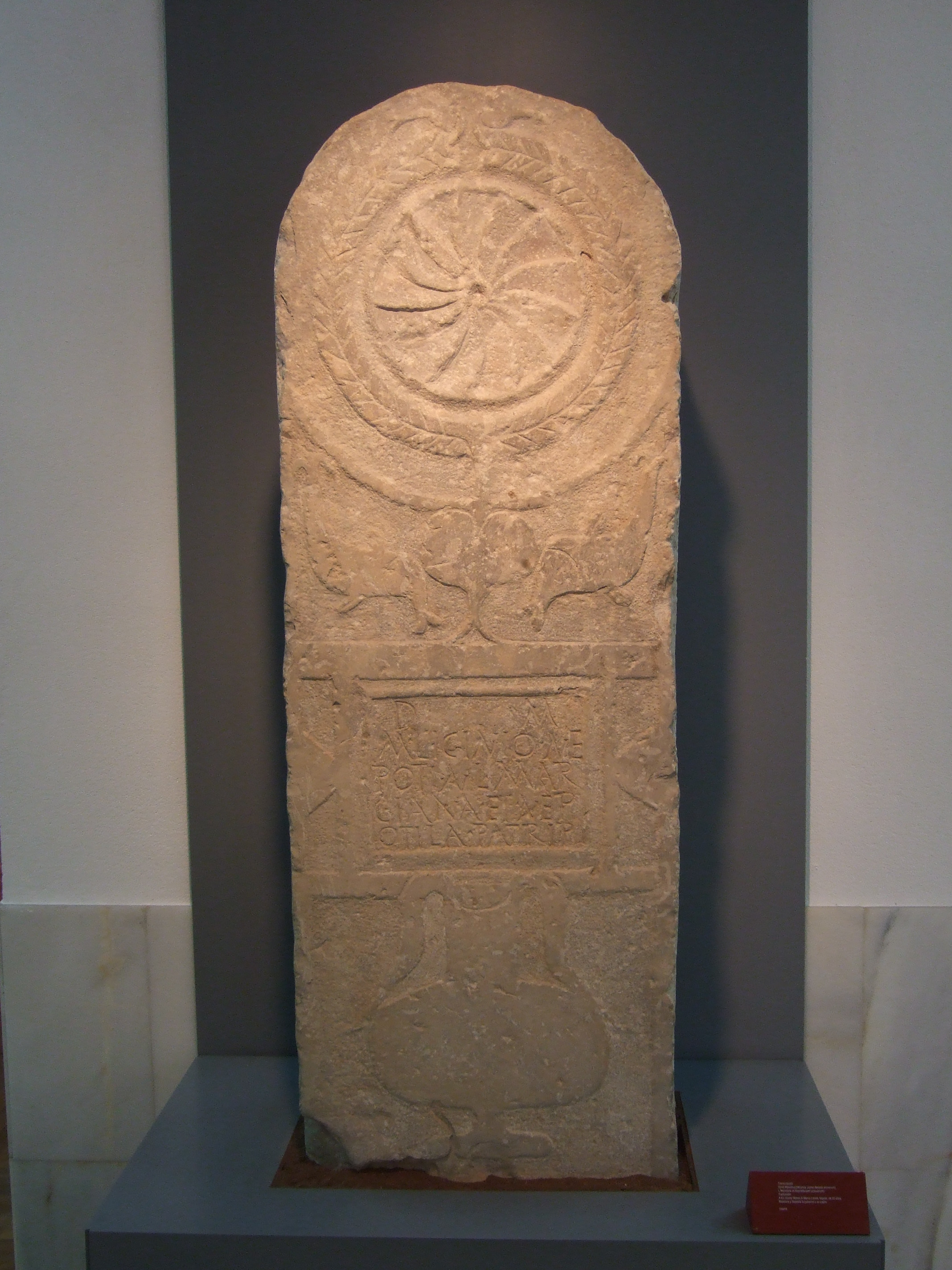
Stele aus Uxama

Der Name ‚Osma‘ leitet sich von dem Namen der auf einem Hügel westlich der heutigen Stadt gelegenen keltiberischen (genauer arevakischen) Siedlung her, die im Jahre 99 v. Chr. von den Römern erobert wurde und den Namen Uxama Argaela erhielt. Wenige Jahre später (72 v. Chr.) wurde Uxama nach einem Aufstand von den Truppen des Gnaeus Pompeius Magnus zerstört, anschließend aber wiederaufgebaut. Unter den Westgoten wurde Oxoma oder Osoma im Jahre 597 Bischofssitz.
Im frühen 8. Jahrhundert fiel Uxama, wie fast die gesamte iberische Halbinsel, in die Hände muslimischer Eroberer und erhielt daraufhin den Namen Waxsima. Bereits im Jahr 912 gelang dem kastilischen Grafen Gonzalo Téllez die vorübergehende Rückeroberung (reconquista). Noch im gleichen Jahr wurde auch mit dem Bau einer Befestigungsanlage begonnen, doch schon 934 kam der Ort erneut unter muslimische Herrschaft, um zu Beginn des darauffolgenden Jahrhunderts schließlich endgültig unter kastilische Oberhoheit zu fallen.
Zwischen den Jahren 1101 und 1109 hatte Pedro de Bourges, der heute unter dem Namen San Pedro de Osma als Schutzheiliger der Stadt verehrt wird, das Bischofsamt inne. Er ordnete den Bau einer romanischen Kathedrale an der Stelle der heutigen Siedlung an – damals ein Vorort Uxamas. Um die Kathedrale entstand bald eine von Uxama unabhängige und anscheinend befestigte Ansiedlung (burgo), die fortan ‚Osma‘ genannt wurde. Während Burgo de Osma aufblühte, erlebte das alte Uxama einen Niedergang und wurde schließlich ganz aufgegeben.
Um die Mitte des 13. Jahrhunderts wurde die romanische Kathedrale abgerissen und durch einen gotischen Neubau ersetzt, der jedoch erst ca. 100 Jahre später (1361) fertiggestellt wurde und noch heute den Hauptteil des Kirchenbaus bildet. Die in Teilen erhaltene Stadtmauer entstand im 15. Jahrhundert. Die Universität (Pontificia y Real Universidad de Santa Catalina) wurde um die Mitte des 16. Jahrhunderts von Bischof Pedro Álvarez de Acosta ins Leben gerufen.
Im Jahre 1808 wurde Burgo de Osma von den napoleonischen Truppen unter Marschall Ney besetzt. Während des ersten Karlistenkrieges (1833–1840) war der Ort Schauplatz erneuter Auseinandersetzungen.
Osma-Ciudad de Osma
Aeródromo de La Rasa
Im sieben Kilometer südlich gelegenen Ortsteil La Rasa befand sich früher ein Flugplatz. Während des Bürgerkrieges war La Rasa Einsatzplatz der deutschen Legion Condor u. a. während des Krieges im Norden. Hier lagen Teile der Kampfgruppe 88 (K/88), die mit Heinkel He 111 (Pedro) ausgerüstet war und auch Messerschmitt Bf 109 der Jagdgruppe 88 (J/88) sowie Dornier Do 17 (Bacalao) der Aufklärungsstaffel 88 (A/88).

## Sehenswürdigkeiten

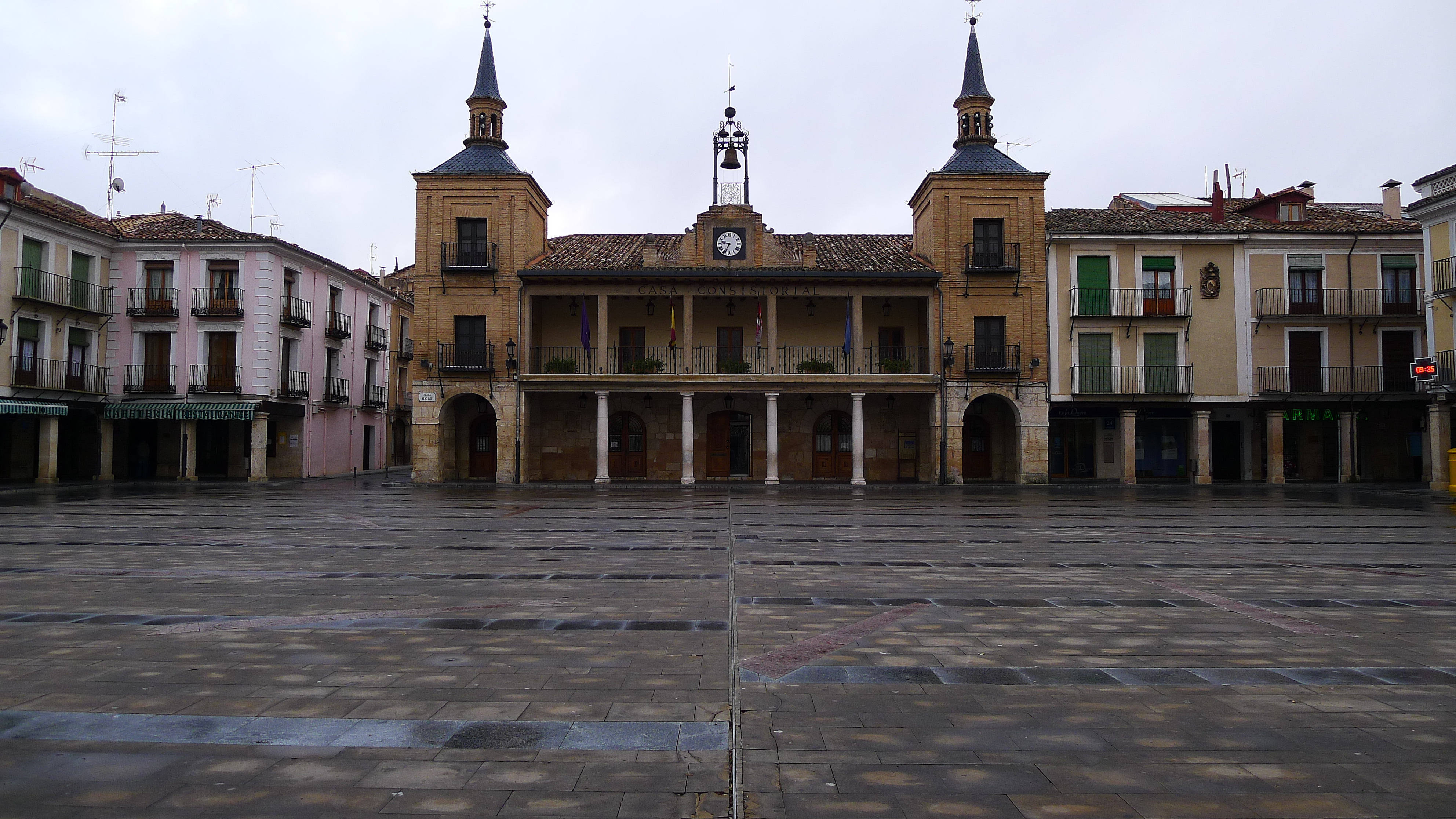
Rathaus (ayuntamiento)

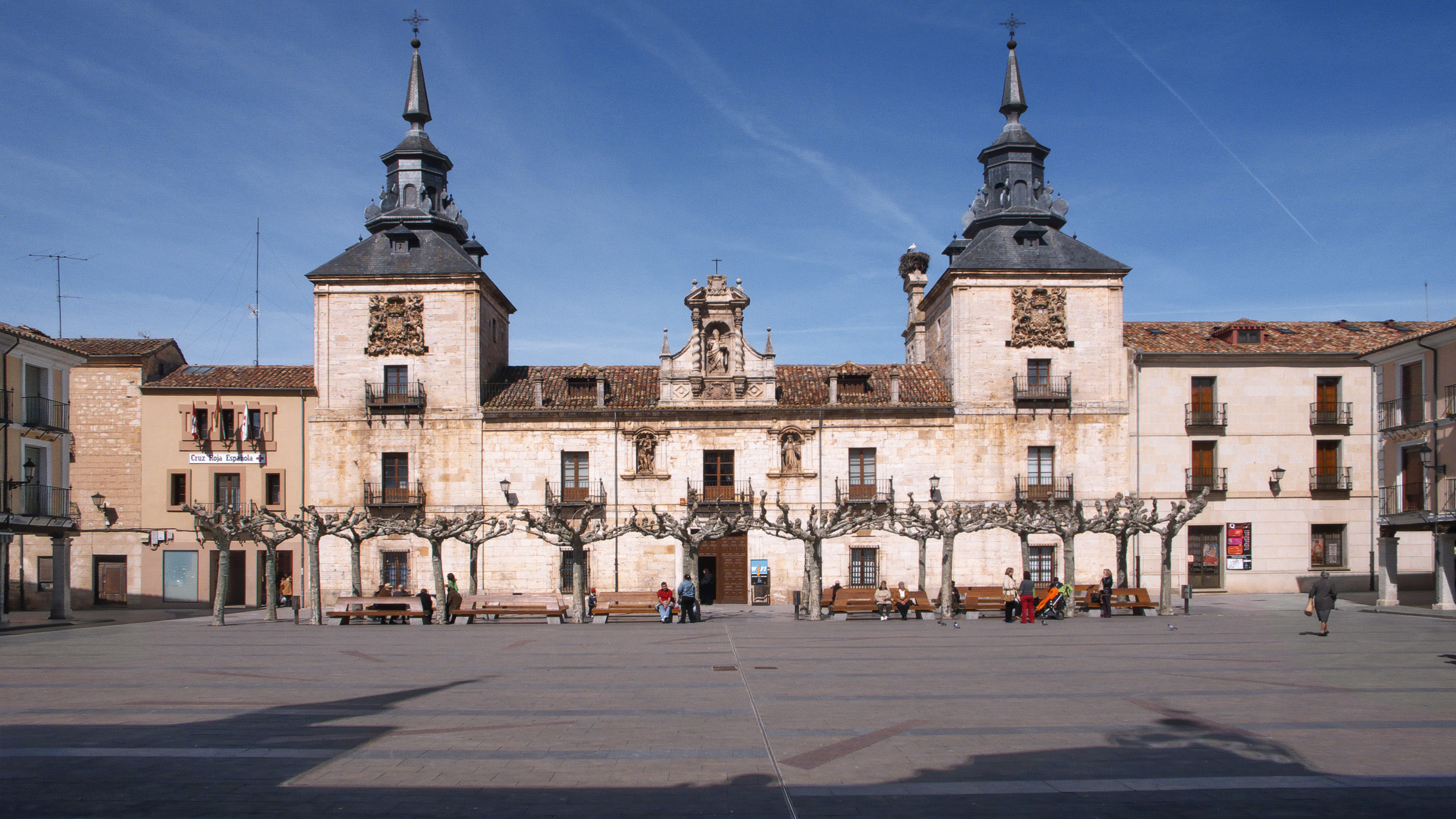
Hospital de San Agustín

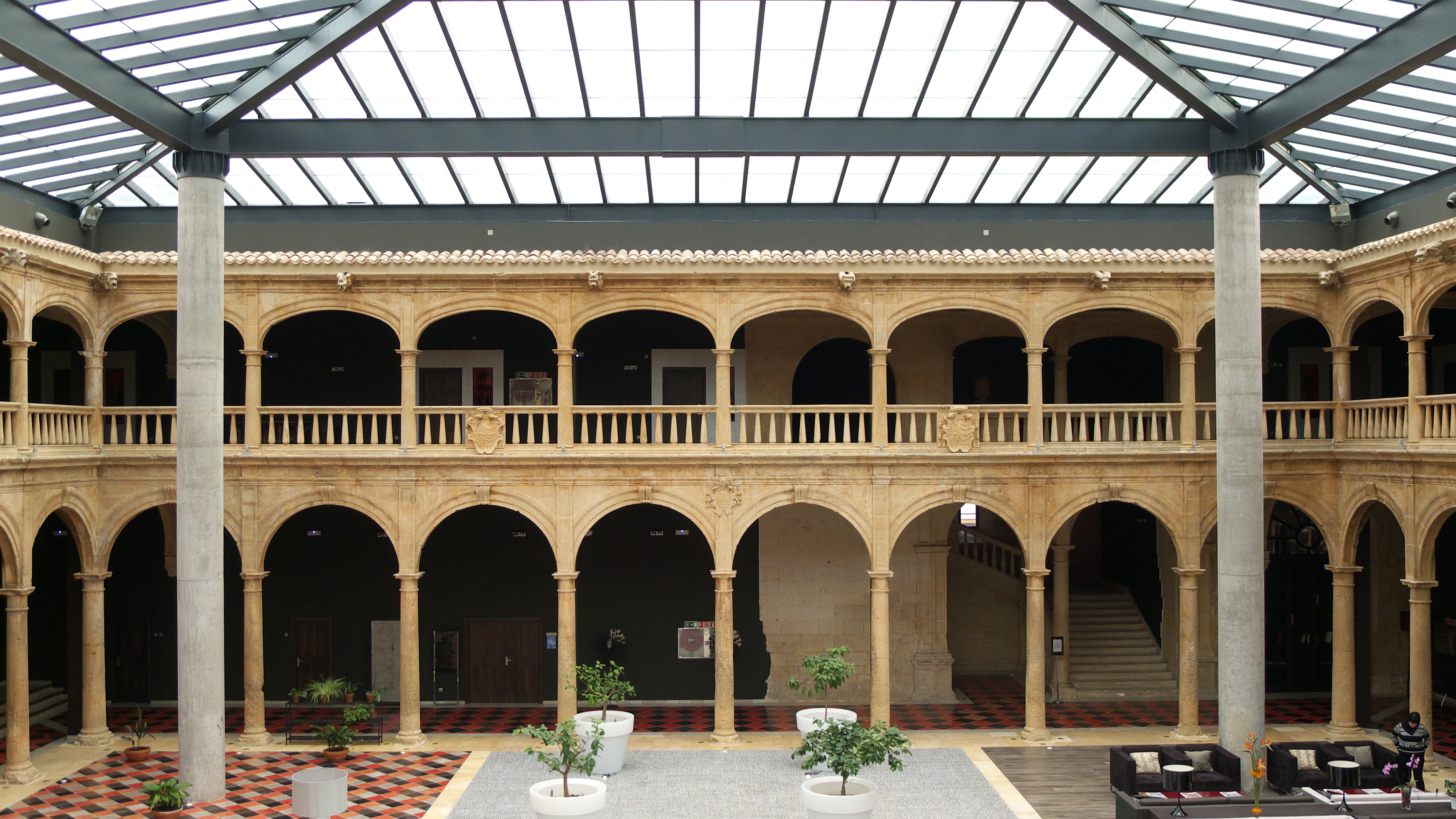
Innenhof der Universität

- Die Kathedrale Santa María de la Asunción entstammt im Wesentlichen der Epoche der Gotik, wenngleich sowohl am Turm wie im Innern barocke Elemente auszumachen sind.
- Der Bischofspalast (palacio episcopal) besitzt ein schlichtes, aber dennoch auffälliges Portal mit gezackten Bögen und einer Alfiz-Einfassung.
- Die Plaza Mayor mit ihren von Stützen getragenen Fassaden bildete das kulturelle und merkantile Zentrum der mittelalterlichen und frühneuzeitlichen Stadt. Hier befindet sich – gegenüber dem Hospital de San Agustín – auch das im Jahre 1771 im späten Mudéjar-Stil erbaute Rathaus (ayuntamiento) mit seinen sich zum Platz hin öffnenden Galerien, über welchen sich eine Uhr sowie eine Glocke erheben.
- Das gegen Ende des 17. Jahrhunderts errichtete Hospital de San Agustín ist vor allem wegen seiner Fassade, die deutliche Anklänge an die Architektur des Herrera-Stils aufweist, bemerkenswert; es wird heute als städtisches Kulturzentrum genutzt und beherbergt eine Sammlung moderner Kunst.
- Das Karmelitinnenkloster (Convento del Carmen) wurde im Jahre 1607 erbaut; im Innern wird eine Madonnenstatue (Virgen del Carmen) verehrt. Die Orgel vom Anfang des 19. Jahrhunderts stammt aus dem französischen Karmelitinnenkloster von Agen.

außerhalb
- Die aus dem 15./16. Jahrhundert stammende Burgruine (Castillo de Osma) erhebt sich auf einem Hügel östlich der Stadt.
- Auf einem Hügel westlich der Stadt finden sich die Ruinen des antiken Uxama; ein Museum (Museo de Uxama) mit Funden der Römersiedlung ist ebenfalls vorhanden.
- Unweit davon erinnert ein Wachturm (Atalaya) an die Zeit der islamischen Dominanz über die Gegend. Weitere Wachtürme (Atalaya de Valdenarro, Atalaya de El Lomero u. a.) stehen in Abständen von zwei bis drei Kilometern in der Umgebung von El Burgo de Osma.

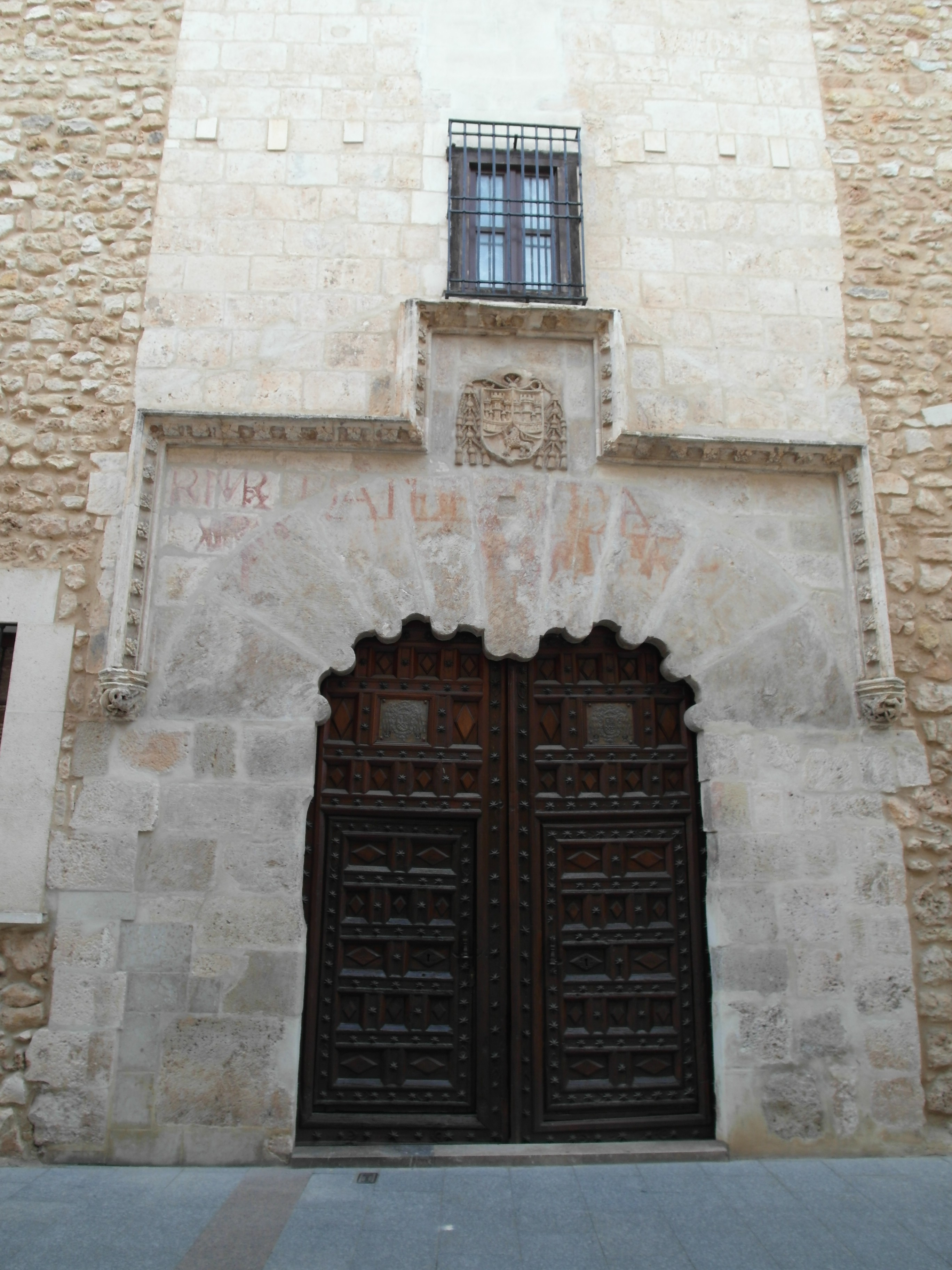
Portal des Bischofspalastes
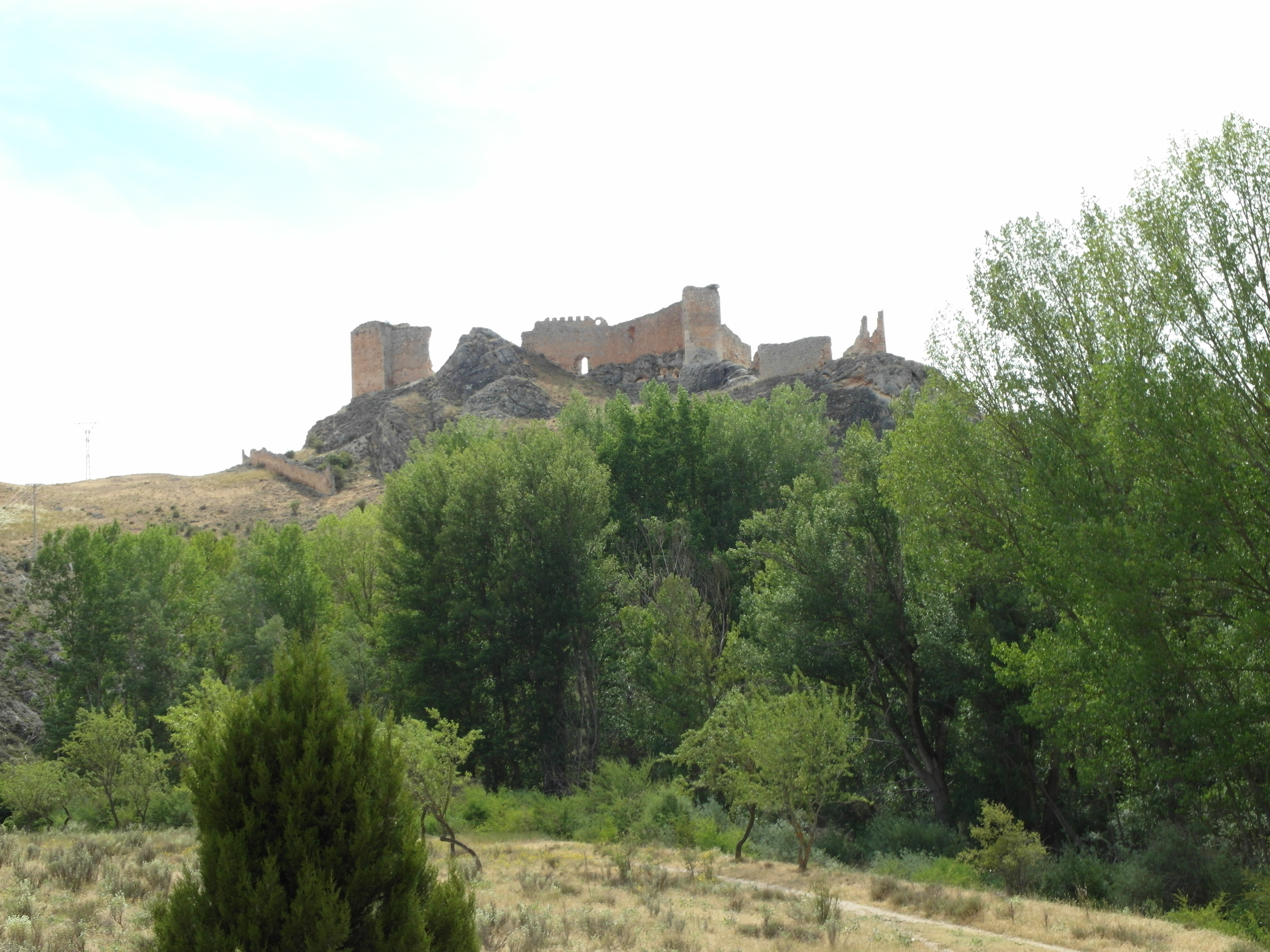
Castillo de Osma
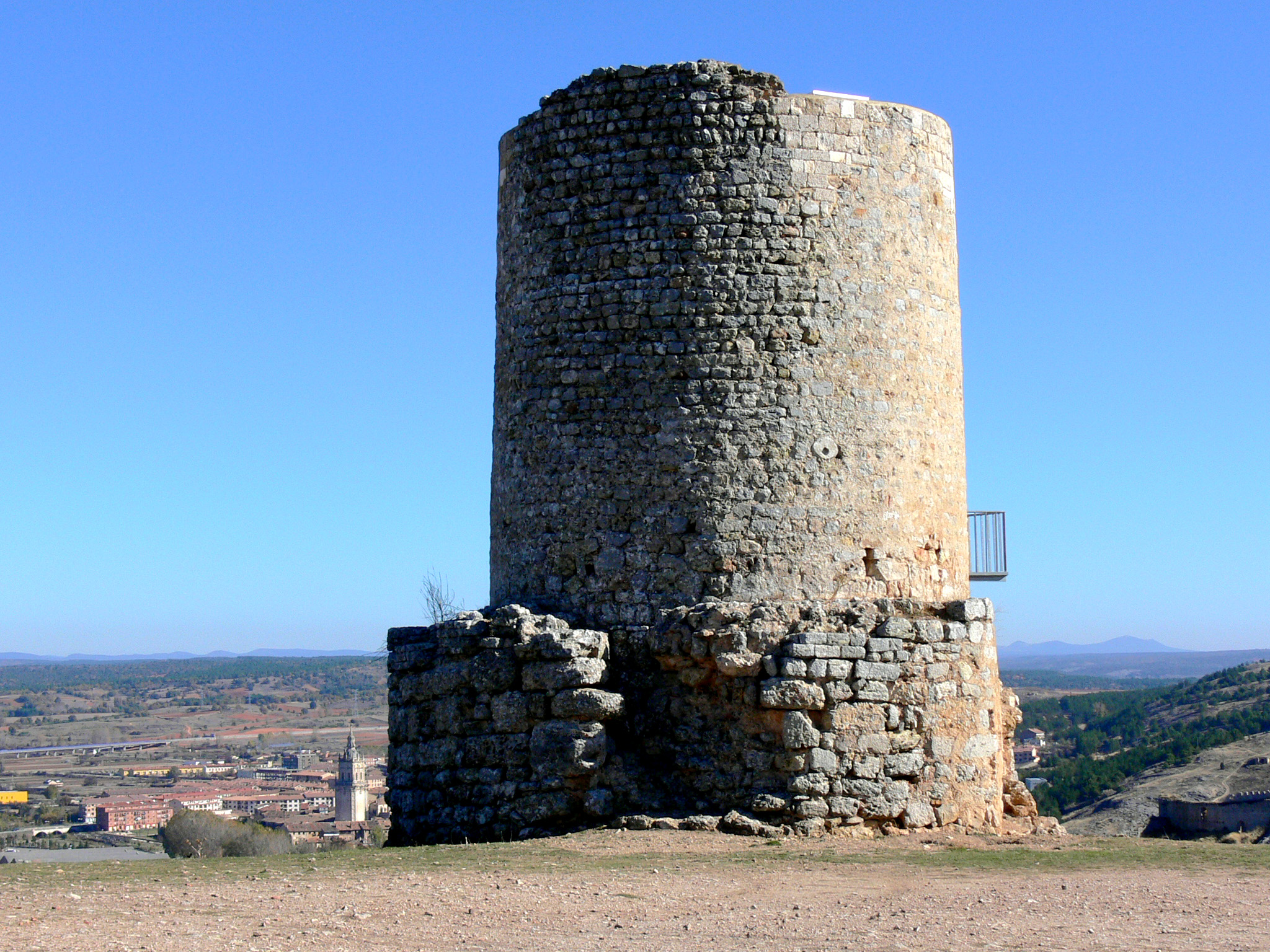
Atalaya de Uxama

## Kulturelle Initiativen

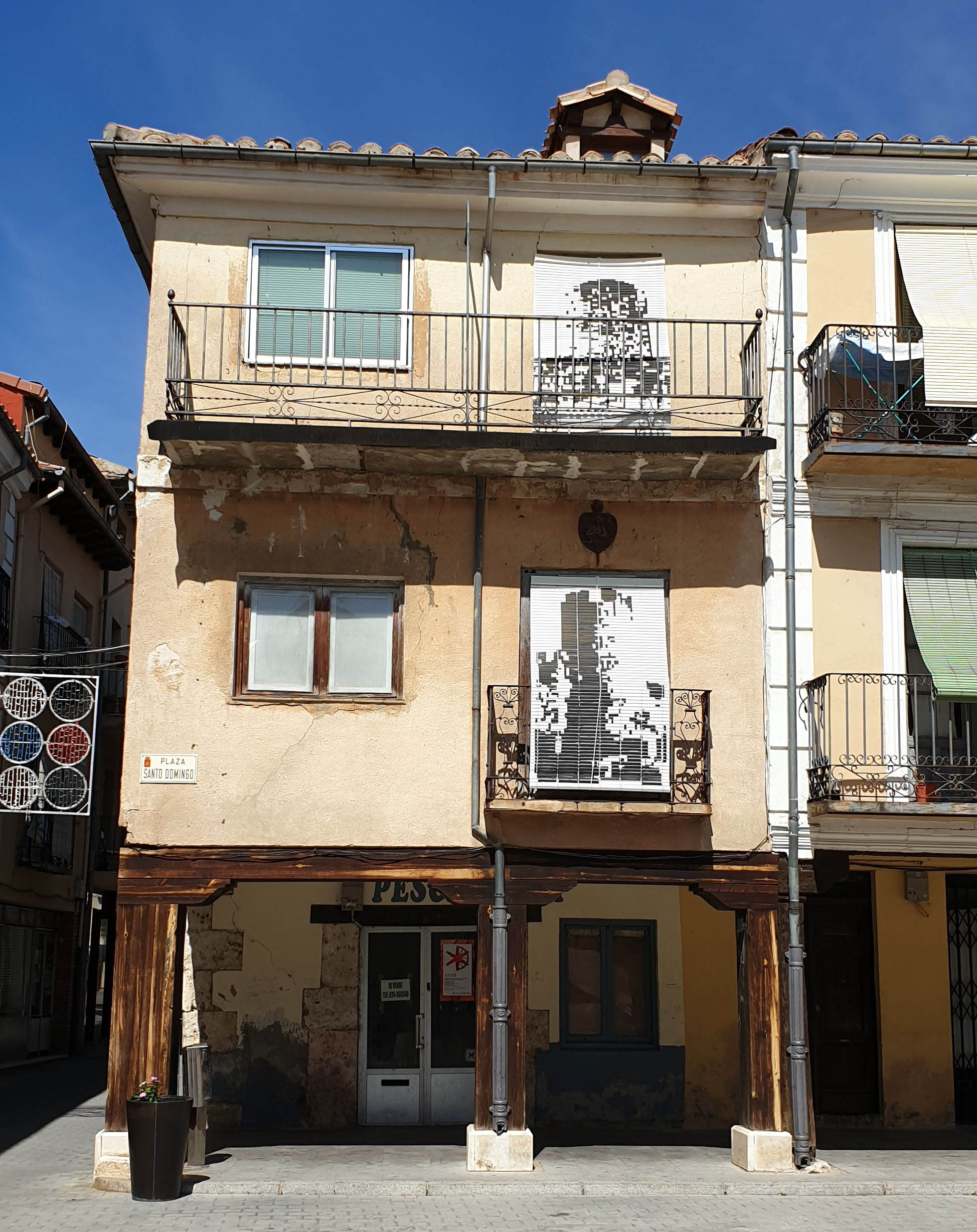
Urbane Kunst, Plaza de Santo Domingo

Um die in den letzten Jahrzehnten von Geschäften verlassene Plaza de Santo Domingo wieder zu beleben, begannen 2019 Künstler aus der Region mit der Initiative die traditionellen Jalousien der angrenzenden Häuser zu bemalen. Unter der Führung des Künstlergruppe Pintamonos und EL Hueco Oxma, einer Organisation zur Förderung der Innovation und des Unternehmertums auf dem Lande, ist der im Volksmund als „La Plaza de los Cacharros“ bekannte Platz zu einem Zentrum für urbane Kunst geworden. Mit Hilfe der international renommierten Kuratorin Rosa Martinez Delgado (51 Biennale von Venedig) und dem dazu eingeladenen Kunstmalers Garbade, führte dieses Projekt die 2018 gegründeten Urban Art Events von Burgo de Osma fort.

## Städtepartnerschaften
- Soulac-sur-Mer, Frankreich
- Cartagena, Spanien
- Osacáin, Spanien
- Puebla de los Ángeles, Mexiko

## Persönlichkeiten
- Anastasio Rodrigo Yusto (1814–1882), Geistlicher, römisch-katholischer Bischof von Salamanca und Erzbischof von Burgos
- Manuel Ruiz Zorrilla (1833–1895), spanischer Politiker
- Marcelino Camacho (1918–2010), Politiker und Gewerkschafter
- Jesús Gil (1933–2004), spanischer Politiker und Unternehmer
- Dionisio Ridruejo (1912–1975), falangistischer Politiker und Schriftsteller